# ويلوبروك (إلينوي)
ويلوبروك (بالإنجليزية: Willowbrook, DuPage County)‏ هي منطقة سكنية تقع في الولايات المتحدة في مقاطعة دوبيج. يقدر عدد سكانها بـ 8,967 نسمة .

## الموقع الجغرافي
الموقع الجغرافي للمناطق المحيطة بهذه النقطة هو كالتالي: